# Nicolas Roy
Pour les articles homonymes, voir Nicolas Roy (homonymie).
Nicolas Roy (né le 5 février 1997 à Amos dans la province de Québec au Canada) est un joueur professionnel canadien de hockey sur glace. Il évolue au poste de centre pour les Golden Knights de Vegas dans la Ligue nationale de hockey (LNH). 

## Biographie

### Carrière junior
Il est repêché au 1er rang au total par les Screaming Eagles du Cap-Breton lors du repêchage de la LHJMQ 2013, mais refuse de se joindre à l'équipe. Devant ce refus, les Screaming Eagles décident alors de l'échanger aux Saguenéens de Chicoutimi en retour de 3 choix de 1er tour en 2014, 2015 et 2016. À la suite de la décision de Roy et avant la tenue du repêchage 2014, la LHJMQ modifie le règlement qui entoure le protocole des choix compensatoires lorsqu'un joueur ne rejoint pas l'équipe qui l'a repêché. 

### Hurricanes de la Caroline
Le 9 avril 2016, il signe son contrat d'entrée d'une durée de 3 ans avec les Hurricanes de la Caroline. Il dispute son premier match en carrière dans la LNH, le 7 avril 2018, à la fin de la saison régulière. Il entame la saison 2018-2019 dans la LAH avant d'être rappelé par les Hurricanes, le 23 octobre.

### Golden Knights de Vegas
Le 26 juin 2019, il est échangé aux Golden Knights de Vegas avec un choix conditionnel de 5e tour en 2021 en retour de l'attaquant Erik Haula. 
Le 27 octobre 2019, il inscrit son premier but dans la LNH lors d'une victoire de 5-2 contre les Ducks d'Anaheim.
Le 8 août 2022, l’attaquant québécois signe une prolongation de contrat de cinq ans, d’une valeur de trois millions de dollars par saison avec les Golden Knights.
Il remporte la Coupe Stanley avec les Golden Knights de Las Vegas en 2023.

## Statistiques en carrière

### En club
| Saison     | Équipe                    | Ligue      |     | Saison régulière | Saison régulière | Saison régulière | Saison régulière | Saison régulière |    | Séries éliminatoires | Séries éliminatoires | Séries éliminatoires | Séries éliminatoires | Séries éliminatoires |
| Saison     | Équipe                    | Ligue      | PJ  | B                | A                | Pts              | Pun              | PJ               | B  | A                    | Pts                  | Pun                  |                      |                      |
| 2013-2014  | Saguenéens de Chicoutimi  | LHJMQ      | 63  | 16               | 25               | 41               | 19               | 4                | 0  | 2                    | 2                    | 8                    |                      |                      |
| 2014-2015  | Saguenéens de Chicoutimi  | LHJMQ      | 68  | 16               | 34               | 50               | 40               | 5                | 2  | 3                    | 5                    | 8                    |                      |                      |
| 2015-2016  | Saguenéens de Chicoutimi  | LHJMQ      | 63  | 48               | 42               | 90               | 71               | 6                | 3  | 4                    | 7                    | 16                   |                      |                      |
| 2015-2016  | Checkers de Charlotte     | LAH        | 2   | 0                | 0                | 0                | 4                | -                | -  | -                    | -                    | -                    |                      |                      |
| 2016-2017  | Saguenéens de Chicoutimi  | LHJMQ      | 53  | 36               | 44               | 80               | 46               | 17               | 8  | 13                   | 21                   | 14                   |                      |                      |
| 2017-2018  | Checkers de Charlotte     | LAH        | 70  | 11               | 27               | 38               | 37               | 8                | 0  | 3                    | 3                    | 2                    |                      |                      |
| 2017-2018  | Hurricanes de la Caroline | LNH        | 1   | 0                | 0                | 0                | 0                | -                | -  | -                    | -                    | -                    |                      |                      |
| 2018-2019  | Checkers de Charlotte     | LAH        | 69  | 17               | 19               | 36               | 28               | 19               | 6  | 9                    | 15                   | 14                   |                      |                      |
| 2018-2019  | Hurricanes de la Caroline | LNH        | 6   | 0                | 0                | 0                | 2                | -                | -  | -                    | -                    | -                    |                      |                      |
| 2019-2020  | Golden Knights de Vegas   | LNH        | 28  | 5                | 5                | 10               | 8                | 20               | 1  | 7                    | 8                    | 6                    |                      |                      |
| 2019-2020  | Wolves de Chicago         | LAH        | 27  | 7                | 15               | 22               | 10               | -                | -  | -                    | -                    | -                    |                      |                      |
| 2020-2021  | Golden Knights de Vegas   | LNH        | 50  | 6                | 9                | 15               | 14               | 19               | 4  | 5                    | 9                    | 8                    |                      |                      |
| 2021-2022  | Golden Knights de Vegas   | LNH        | 78  | 15               | 24               | 39               | 51               | -                | -  | -                    | -                    | -                    |                      |                      |
| 2022-2023  | Golden Knights de Vegas   | LNH        | 65  | 14               | 16               | 30               | 24               | 22               | 3  | 8                    | 11                   | 20                   |                      |                      |
| 2023-2024  | Golden Knights de Vegas   | LNH        | 70  | 13               | 28               | 41               | 29               | 7                | 0  | 0                    | 0                    | 4                    |                      |                      |
| 2024-2025  | Golden Knights de Vegas   | LNH        | 71  | 15               | 16               | 31               | 43               | 11               | 2  | 2                    | 4                    | 21                   |                      |                      |
| Totaux LNH | Totaux LNH                | Totaux LNH | 369 | 68               | 98               | 166              | 171              | 79               | 10 | 22                   | 32                   | 59                   |                      |                      |

### En équipe nationale
| Année | Compétition                  |   | PJ | B | A | Pts | Pun                |  | Résultat |
| 2014  | Défi mondial -17 ans         | 6 | 2  | 7 | 9 | 4   | 4e place           |  |          |
| 2014  | Ivan Hlinka -18 ans          | 5 | 1  | 4 | 5 | 2   | Médaille d'or      |  |          |
| 2015  | Championnat du monde -18 ans | 7 | 3  | 3 | 6 | 6   | Médaille de bronze |  |          |
| 2017  | Championnat du monde junior  | 7 | 3  | 1 | 4 | 0   | Médaille d'argent  |  |          |

## Trophées et honneurs personnels

### LHJMQ
- 2015-2016 : nommé dans la première équipe d'étoiles
- 2016-2017 : nommé dans la première équipe d'étoiles
- 2016-2017 : récipiendaire du trophée Guy-Carbonneau

### LAH
- 2018-2019 : champion de la coupe Calder avec les Checkers de Charlotte

### LNH
- 2022-2023 : champion de la coupe Stanley avec les Golden Knights de Vegas

### Distinctions
- 2006 : Médaille de l'Assemblée nationale[8]